# Gran Turismo (відеогра)
Gran Turismo (яп. グランツーリスモ, Гуран Цу:рисумо) — перша відеогра серії Gran Turismo, розроблена японською студією Polys Entertainment (сьогодні Polyphony Digital) і випущена компанією SCEI 23 грудня 1997 року на платформі PlayStation. Американський реліз складався 30 квітня 1998 року, європейський — 8 травня того ж року.
Інтернет-портал GameSpot включив гру в число найкращих ігор усіх часів та платформ.

## Ігровий процес

Міцубіші FTO GP ver. R на трасі Trial Mountain Circuit

Гра має два режими:аркадний і реалістичний.
В аркадному режимі гравець може вибирати автомобілі таких виробників,як Nissan, Honda, Acura та Aston Martin та інших. Під кожен автомобіль створено свою карту тюнінгу. Всі траси у вихідній версії гри вигадані. Реальні траси, такі як Laguna Seca,Le Mans Sarthe та New York City, з'явилися у наступних версіях гри.
У реалістичному режимі гравець отримує можливість робити кар'єру, починаючи з десяти тисяч кредитів, на які можна купити стару машину. Далі гравець повинен отримати одну з трьох ліцензій: B-класу, А-класу або міжнародного А-класу.

## Музика
У західній версії звучить вступна пісня Everything Must Go [Manic Street Preachers] (ремікс The Chemical Brothers). В японській версії звучить композиція Masahiro Andoh — Moon Over The Castle, яка є вступною піснею в кожній японській версії ігор Gran Turismo.
У самій грі треків мало:
- Garbage — «As Heaven is Wide»
- Cubanate — «Autonomy»
- Manic Street Preachers — «Everything Must Go (The Chemical Brothers remix)»
- TMF — «High»
- Cubanate — «Industry»
- Ash — «Lose Control»
- Cubanate — «Oxyacetalene»
- Cubanate — «Skeletal»
- Feeder — «Sweet 16»
- Feeder — «Tangerine»
- Feeder — «Chicken On A Bone Reworked» (instrumental)
- UNKA In — Special name
- UNKA In — AXElRod
- Sin — Magic car
- Joe — KILLING World

## Культурний вплив
На честь цієї гри шведський гурт The Cardigans назвав свій четвертий студійний альбом Gran Turismo,оскільки члени гурту під час запису альбому розважалися,проводячи час за цією грою. Пізніше сингл із цього альбому став великою композицією для Gran Turismo 2.